# Dune Za Keyih Park
Dune Za Keyih Park är en park i Kanada.   Den ligger i provinsen British Columbia, i den centrala delen av landet, 3 700 km väster om huvudstaden Ottawa. Dune Za Keyih Park ligger 816 meter över havet.
Terrängen runt Dune Za Keyih Park är bergig åt nordväst, men åt sydost är den kuperad. Dune Za Keyih Park ligger nere i en dal. Trakten runt Dune Za Keyih Park är nära nog obefolkad, med mindre än två invånare per kvadratkilometer.. Det finns inga samhällen i närheten.
I omgivningarna runt Dune Za Keyih Park växer i huvudsak barrskog.